# Jejosephia
 Jejosephia  es un género de orquídeas epifitas. Su única especie: Jejosephia pusilla (J.Joseph & H.Deka) A.N.Rao & K.J.Mani, es originaria de Assam.

## Sinonimia
- Trias pusilla J.Joseph & H.Deka, J. Indian Bot. Soc. 51: 378 (1972 publ. 1973).[1]